# شارلوت مورچیسون
شارلوت، لیدی مورچیسون (انگلیسی: Charlotte, Lady Murchison؛ ۱۸ آوریل ۱۷۸۸ – ۹ فوریهٔ ۱۸۶۹) زمین‌شناس بریتانیایی بود که در همپشر انگلستان زاده شد. او با رودریک مورچیسون، زمین‌شناس سدهٔ نوزدهم، ازدواج کرد.
چندین بار در طول زندگی او، این زوج در سراسر قاره اروپا سفر کردند و از مکان‌هایی مانند فرانسه، آلپ و ایتالیا دیدن کردند. او همچنین طرح‌های هنری متعددی از ویژگی‌های زمین‌شناسی، مانند صخره‌ها و فسیل‌ها، در انگلستان طی سفرهای خود در سراسر کشور (از جمله سواحل یورک‌شر در سال ۱۸۲۶) ایجاد کرد.
شارلوت مجموعه قابل‌توجهی از فسیل‌ها را طی سفرهایش و همچنین با مطالعه و نقاشی به عنوان یک کار مادام العمر ساخت. او با استفاده از آنچه که از سوی نقاش پل سندبی آموخته بود، طرح‌های زمین‌شناسی از ویژگی‌های مهم را ایجاد کرد. او در بسیاری از طرح‌های خود، اغلب بر ویژگی‌های زمین‌شناسی با جزئیات تمرکز نمی‌کرد، اما در عوض تصویری احساسی‌تر از مناظر طبیعی پدیدآورد.
او همچنین از طریق کار خود به شوهرش کمک کرد تا بسیاری از نشریاتش را گسترش دهد. بسیاری از تصاویر او، مانند «دره گوسائو»، در آثاری که همسرش منتشر کرد گنجانده شد. شارلوت همچنین اغلب به‌عنوان منبع تأثیر قابل توجه در کار همسرش شناخته می‌شود. او در یکی از سفرهایی که با همسرش داشت به مالاریا مبتلا شد و تا پایان عمر دچار عوارض این بیماری بود تا اینکه در ۸۰ سالگی در بلگریو اسکوئر لندن درگذشت. جنازهٔ او در گورستان برومپتون لندن دفن شد.

## در رسانه
مورچیسون توسط بازیگر ایرلندی سرشه رونان در فیلم درام رمانتیک آمونیت (۲۰۲۰) به تصویر کشیده شده‌است. این فیلم او را در رابطه عاشقانهٔ حدس و گمانی با ماری انینگ به تصویر می‌کشد.

## یادمان
در روز جهانی زن در سال ۲۰۲۳، دانشگاه ادینبرو به پاس مشارکت مورچیسون در علوم زمین، نام یک سالن سخنرانی در پردیس کینگز بیلدنز را به نام شارلوت تغییر داد.